# Eleição municipal de Florianópolis em 2004
Eleição municipal de Florianópolis em 2004 ocorreu em 3 de outubro,  Foi eleito o candidato tucano Dário Berger, que venceu o segundo turno com 58,47% do votos válidos (118.644 votos), superando Chico de Assis (PP) que obteve 41,53% dos votos válidos (84.278 votos). Berger foi prefeito de São José, cidade próxima a Florianópolis, por dois mandatos seguidos, e agora vai assumir a prefeitura de Florianópolis. Fato que foi tratado como uma surpresa para muitos na cidade, já que ele foi apontado como uma surpresa no começo das eleições, e não estava cotado como favorito no início das votações. A eleição do tucano representa uma derrota significativa para uma das famílias mais tradicionais na política da região, a família Amin. Dário Berger nasceu em 7 de dezembro de 1956, em Bom Retiro, Santa Catarina. É formado em administração de empresas pela UFSC. Debutou sua carreira política já no executivo, sendo eleito prefeito de São José em 1996 e 2000, último mandato no qual teve que renunciar para concorrer à prefeitura de Florianópolis. O gasto máximo calculado de sua campanha ficou em 1,5 milhão de reais.

## Antecedentes
As escolhas dos candidatos se deram da seguinte forma: Chico Assis havia sido secretário de obras por dois mandatos da prefeita anterior, Ângela Amim e resolveu se candidatar pelo Partido Progressistaem uma coligação envolvendo o PFL, PSC, PAN e PRTB. O PMDB não lançou seu próprio candidato, optando por apoiar o ex-prefeito e representante da esquerda, Sérgio Grando do PPS. O PT lançou a candidatura de Afrânio Boppré após votação do partido, que possuía nomes como Mauro Passos para concorrer a candidatura. O PSDB decidiu lançar Dário Berger, ex-prefeito de São José que teve uma alta taxa de aprovação na época e que tornou-se um forte nome para o cargo municipal.

## Candidatos
|  | N.º | Candidato(a) a prefeito | Candidato(a) a prefeito                         | Candidato(a) a vice-prefeito | Candidato(a) a vice-prefeito                            | Coligação |
|  | --- | ----------------------- | ----------------------------------------------- | ---------------------------- | ------------------------------------------------------- | --- |
|  | 11  |                         | Chico Assis (PP) Francisco de Assis Filho       |                              | Murillo Capella (PFL) Murillo Ronald Capella            | Florianópolis Sempre Mais - Partido Progressista (Brasil) (PP) - Partido da Frente Liberal (PFL) - Partido Social Liberal (PSL) - Partido Social Cristão (PSC) - Partido dos Aposentados da Nação (PAN) - Partido Renovador Trabalhista Brasileiro (PRTB) |
|  | 13  |                         | Afrânio Boppré (PT) Afrânio Tadeu Boppré        |                              | Nildão Freire (PCdoB) Nildomar Freire Santos            | Florianópolis como Você Quer - Partido dos Trabalhadores (PT) - Partido Comunista do Brasil (PCdoB) - Partido Liberal (PL) |
|  | 16  |                         | Gilmar Salgado (PSTU) Gilmar Salgado dos Santos |                              | Joaninha (PSTU) Joaninha de Oliveira                    | Sem coligação - Partido Socialista dos Trabalhadores Unificado (PSTU) |
|  | 23  |                         | Sérgio Grando (PPS) Sérgio José Grando          |                              | Zé Leandro (PMDB) José Leandro Martins                  | Todos por Florianópolis - Partido Popular Socialista (PPS) - Partido do Movimento Democrático Brasileiro (PMDB) - Partido Democrático Trabalhista (PDT) - Partido Trabalhista Brasileiro (PTB) - Partido Socialista Brasileiro (PSB)                      |
|  | 36  |                         | Osmar Pickler (PTC) Osmar Pickler               |                              | Abel Silva (PTN) Abel Grigório da Silva                 | Aliança Trabalhista Municipal - ATM - Partido Trabalhista Cristão (PTC) - Partido Trabalhista Nacional (PTN) |
|  | 43  |                         | Gerson Basso (PV) Gerson Antonio Basso          |                              | Célia Regina (PV) Célia Regina Fleming Soares Bartelega | Sem coligação - Partido Verde (PV) |
|  | 45  |                         | Dário Berger (PSDB) Dário Elias Berger          |                              | Bita Pereira (PSDB) Rubens Carlos Pereira Filho         | Avança Florianópolis - Partido da Social Democracia Brasileira (PSDB) - Partido da Mobilização Nacional (PMN) |
|  | 70  |                         | Pedro Eduardo (PTdoB) Pedro Eduardo dos Santos  |                              | Hélio Pedro (PTdoB) Hélio Pedro da Silva                | Sem coligação - Partido Trabalhista do Brasil (PTdoB) |

## Resultado da eleição para prefeito
| Candidato(a)               | Vice                    | 1.º Turno 3 de outubro de 2004 | 1.º Turno 3 de outubro de 2004 | 2.º Turno 31 de outubro de 2004 | 2.º Turno 31 de outubro de 2004 |
| Candidato(a)               | Vice                    | Votação                        | Votação                        | Votação                         | Votação                         |
| Candidato(a)               | Vice                    | Total                          | Porcentagem                    | Total                           | Porcentagem                     |
| -------------------------- | ----------------------- | ------------------------------ | ------------------------------ | ------------------------------- | ------------------------------- |
| Dário Berger (PSDB)        | Bita Pereira (PSDB)     | 78.571                         | 35,59%                         | 118.644                         | 58,47%                          |
| Chico Assis (PP)           | Murillo Capella (PFL)   | 59.670                         | 27,03%                         | 84.278                          | 41,53%                          |
| Sérgio Grando (PPS)        | Zé Leandro (PMDB)       | 38.589                         | 17,48%                         | Não participaram                | Não participaram                |
| Afrânio Boppré (PT)        | Nildão Freire (PCdoB)   | 34.455                         | 15,61%                         | Não participaram                | Não participaram                |
| Gerson Basso (PV)          | Célia Regina (PV)       | 6.197                          | 2,81%                          | Não participaram                | Não participaram                |
| Pedro Eduardo (PTdoB)      | Hélio Pedro (PTdoB)     | 1.867                          | 0,85%                          | Não participaram                | Não participaram                |
| Gilmar Salgado (PSTU)      | Joaninha (PSTU)         | 1.184                          | 0,54%                          | Não participaram                | Não participaram                |
| Osmar Pickler (PTC)        | Abel Silva (PTN)        | 214                            | 0,10%                          | Não participaram                | Não participaram                |
| Total de votos válidos     | Total de votos válidos  | 220.747                        | 100,00%                        | 202.922                         | 100,00%                         |
| Votos apurados             |                         |                                |                                |                                 |                                 |
| Votos válidos              | Votos válidos           | 220.747                        | 93,35%                         | 202.922                         | 89,43%                          |
| Votos em branco            | Votos em branco         | 4.486                          | 1,90%                          | 2.949                           | 1,30%                           |
| Votos nulos                | Votos nulos             | 11.229                         | 4,75%                          | 21.038                          | 9,27%                           |
| Total de votos apurados    | Total de votos apurados | 236.462                        | 100,00%                        | 226.909                         | 100,00%                         |
| Eleitores                  |                         |                                |                                |                                 |                                 |
| Comparecimento             | Comparecimento          | 236.462                        | 86,48%                         | 226.909                         | 82,99%                          |
| Abstenções                 | Abstenções              | 36.963                         | 13,52%                         | 46.516                          | 17,01%                          |
| Total de eleitores         | Total de eleitores      | 273.425                        | 100,00%                        | 273.425                         | 100,00%                         |
| Urnas apuradas: 668 (100%) |                         |                                |                                |                                 |                                 |

## Vereadores eleitos
São relacionados os 21 candidatos eleitos para o cargo de vereador pele cidade de Florianópolis que que assumiram o mandato na Câmara de Vereadores em 1.º de janeiro de 2005.

Representação eleita
  PP: 4
  PSDB: 3
  PFL: 3
  PTB: 2
  PCdoB: 1
  PT: 1
  PL: 1
  PMDB: 1

| Número | Candidato                                | Partido | Votos | Porcentagem |
| ------ | ---------------------------------------- | ------- | ----- | ----------- |
| 45699  | Dr. Walter (Juca)                        | PSDB    | 7.057 | 3,23%       |
| 11013  | Guilherme Grillo                         | PP      | 6.338 | 2,90%       |
| 45650  | Gean Loureiro                            | PSDB    | 5.364 | 2,45%       |
| 25658  | João Batista Nunes                       | PFL     | 4.925 | 2,25%       |
| 11555  | Marcílio Ávila                           | PP      | 4.597 | 2,10%       |
| 13690  | Márcio de Souza                          | PT      | 4.528 | 2,07%       |
| 65123  | Angela Albino                            | PC do B | 4.280 | 1,96%       |
| 11100  | Alexandre Filomeno Fontes (Xandi Fontes) | PP      | 4.026 | 1,84%       |
| 11611  | João Aurélio Valente Júnior              | PP      | 3.654 | 1,67%       |
| 25123  | Jaime Tonello                            | PFL     | 3.652 | 1,67%       |
| 14456  | Juarez Silveira                          | PTB     | 3.568 | 1,63%       |
| 22222  | Alceu Nieckarz                           | PL      | 3.507 | 1,60%       |
| 25625  | Ptolomeu Bittencourt Junior              | PFL     | 3.416 | 1,56%       |
| 45369  | Deglaber Goulart                         | PSDB    | 3.213 | 1,47%       |
| 15690  | João Itamar da Silveira (João da Bega)   | PMDB    | 3.163 | 1,45%       |
| 14104  | Jair Miotto                              | PTB     | 2.445 | 1,12%       |